# Benjamin Helander
Benjamin Helander (* 28. September 1998 in Karis, Finnland) ist ein finnischer Handballspieler.

## Leben
Der Finnlandschwede Benjamin Helander stammt aus der zweisprachigen Stadt Karis (finnisch Kaari) in der Gemeinde Raseborg im Süden Finnlands. Sein Vater ist der ehemalige Handballspieler, und Rekordspieler der finnischen Liga, Jan Helander. Helanders Bruder Oliver Helander ist ehemaliger Handballer und heute Speerwerfer.

## Sportliche Laufbahn

### Im Verein
Helander wechselte im Jahr 2014 vom finnischen Verein BK-46 in die Jugendabteilung des schwedischen Vereins Alingsås HK. Als Helander seinen Militärdienst ableisten musste, lief er in der Saison 2017/18 nochmals für BK-46 auf. Mit 147 Treffern belegte der Außenspieler den achten Platz in der Torschützenliste der höchsten finnischen Spielklasse. Anschließend kehrte der Rechtshänder zu Alingsås zurück, für dessen Herrenmannschaft er in der Handbollsligan auflief. In der Spielzeit 2020/21 belegte er mit 144 Toren den achten Platz in der Torschützenliste der Handbollsligan. Ab dem Sommer 2021 stand er beim deutschen Bundesligisten Rhein-Neckar Löwen unter Vertrag, mit dem er den DHB-Pokal 2022/23 gewann.
Zur Saison 2023/24 kehrte er zum Alingsås HK zurück.

### In der Nationalmannschaft
Helander lief für die finnische Juniorennationalmannschaft auf. Seit dem Jahr 2017 gehört er dem Kader der finnischen Nationalmannschaft an. Bislang konnte er sich mit Finnland weder für die Europameisterschaft noch für die Weltmeisterschaft qualifizieren.